# David Almansa
David García Almansa (Argamasilla de Calatrava, Ciudad Real, 22 de enero de 2006) es un piloto español de motociclismo que pertenece al equipo Leopard Racing de la categoría de Moto3 del Campeonato Mundial.

## Biografía
A sus 13 años, fue campeón de España de Moto 5 en 2019, habiendo sido el año anterior subcampeón en esa misma categoría.
En 2022, David Almansa hizo su debut en el FIM CEV Moto3 Junior World Championship en una de las Moto 3: KTM RC250R AM80 del FINETWORK MIR RACING TEAM. En su primera temporada en el FIM JuniorGP World Championship, con 16 años, Almansa hizo una buena campaña, haciendo dos podios y una victoria en la última carrera.

## Resultados

### FIM CEV Moto3 Junior World Championship
Los resultado en su primera temporada en esta categoría han sido los siguientes:
(Carreras en negrita indica pole position, carreras en cursiva indica vuelta rápida)
| Temp. | Moto | 1       | 2       | 3      | 4     | 5     | 6     | 7      | 8      | 9     | 10      | 11      | 12    | Pos. | Pts. |
| ----- | ---- | ------- | ------- | ------ | ----- | ----- | ----- | ------ | ------ | ----- | ------- | ------- | ----- | ---- | ---- |
| 2022  | KTM  | EST Ret | VAL DNS | VAL 10 | CAT 9 | CAT 5 | POR 5 | ARA 17 | JER 11 | JER 2 | RSM DNS | VAL Ret | VAL 1 | 8.º  | 85   |

### Campeonato del Mundo de Motociclismo
Sistema de puntuación de 1993 hasta 2022:
| Posición | 1.º | 2.º | 3.º | 4.º | 5.º | 6.º | 7.º | 8.º | 9.º | 10.º | 11.º | 12.º | 13.º | 14.º | 15.º |
| Puntos   | 25  | 20  | 16  | 13  | 11  | 10  | 9   | 8   | 7   | 6    | 5    | 4    | 3    | 2    | 1    |

Sistema de puntuación desde 2023 en adelante:
| Posición       | 1.º | 2.º | 3.º | 4.º | 5.º | 6.º | 7.º | 8.º | 9.º | 10.º | 11.º | 12.º | 13.º | 14.º | 15.º |
| Puntos         | 25  | 20  | 16  | 13  | 11  | 10  | 9   | 8   | 7   | 6    | 5    | 4    | 3    | 2    | 1    |
| Carrera sprint | 12  | 9   | 7   | 6   | 5   | 4   | 3   | 2   | 1   |      |      |      |      |      |      |

#### Por categoría
| Cat.  | Temp.         | 1.er Gran Premio          | 1.er Podio    | 1.ª Victoria  | Carreras | Victorias | Podios | Poles | VR | Pts | CM |
| ----- | ------------- | ------------------------- | ------------- | ------------- | -------- | --------- | ------ | ----- | -- | --- | -- |
| Moto3 | 2022-presente | Comunidad Valenciana 2022 |               |               | 31       | 0         | 0      | 0     | 0  | 74  | 0  |
| Total | 2022–Presente | 2022–Presente             | 2022–Presente | 2022–Presente | 31       | 0         | 0      | 0     | 0  | 74  | 0  |

#### Por temporada
| Temp. | Cat.  | Moto   | Equipo            | Carreras | Victorias | Podios | Poles | V.Ráp. | Pts. | Pos |
| ----- | ----- | ------ | ----------------- | -------- | --------- | ------ | ----- | ------ | ---- | --- |
| 2022  | Moto3 | KTM    | Boé Motorsport    | 1        | 0         | 0      | 0     | 0      | 0    | 41° |
| 2023  | Moto3 | CFMoto | CFMoto Prüstel GP | 4        | 0         | 0      | 0     | 0      | 0    | 32° |
| 2024  | Moto3 | Honda  | Snipers Team      | 18       | 0         | 0      | 0     | 0      | 18   | 22° |
| 2025  | Moto3 | Honda  | Leopard Racing    |          |           |        |       |        | *    | *   |
| Total | Total | Total  | Total             | 31       | 0         | 0      | 0     | 0      | 74   |     |

- * Temporada en curso.

#### Carreras por año
| Año  | Cat.  | Moto   | 1       | 2       | 3       | 4      | 5       | 6       | 7      | 8       | 9       | 10     | 11      | 12     | 13     | 14     | 15      | 16     | 17      | 18     | 19     | 20     | 21  | 22  | Pos. | Pts. |
| ---- | ----- | ------ | ------- | ------- | ------- | ------ | ------- | ------- | ------ | ------- | ------- | ------ | ------- | ------ | ------ | ------ | ------- | ------ | ------- | ------ | ------ | ------ | --- | --- | ---- | ---- |
| 2022 | Moto3 | KTM    | QAT     | INA     | ARG     | AME    | POR     | SPA     | FRA    | ITA     | CAT     | GER    | NED     | GBR    | AUT    | RSM    | ARA     | JPN    | THA     | AUS    | MAL    | VAL 25 |     |     | 41.º | 0    |
| 2023 | Moto3 | CFMoto | POR     | ARG 17  | AME 17  | SPA 20 | FRA     | ITA     | GER    | NED     | GBR     | AUT    | CAT 22  | RSM    | IND    | JPN 17 | INA     | AUS    | THA     | MAL    | QAT    | VAL    |     |     | 32.º | 0    |
| 2024 | Moto3 | Honda  | QAT INJ | POR INJ | AME INJ | SPA 15 | FRA 15  | CAT Ret | ITA 21 | NED Ret | GER 20  | GBR 18 | AUT 20  | ARA 18 | RSM 11 | ERM 17 | INA Ret | JPN 12 | AUS Ret | THA 20 | MAL 11 | SLD 14 |     |     | 22.° | 18   |
| 2025 | Moto3 | Honda  | THA 7   | ARG 6   | AME 13  | QAT 16 | SPA Ret | FRA 5   | GBR 6  | ARA 4   | ITA Ret | NED 6  | GER Ret | CZE 7  | AUT 12 | HUN    | CAT     | RSM    | JPN     | INA    | AUS    | MAL    | POR | VAL | 10.° | 79   |

| Color     | Resultado                                                               |
| --------- | ----------------------------------------------------------------------- |
| Oro       | Ganador                                                                 |
| Plata     | 2.ª plaza                                                               |
| Bronce    | 3.ª plaza                                                               |
| Verde     | Finalizó en los puntos                                                  |
| Azul      | Finalizó sin puntos                                                     |
| Azul      | NC - No clasificado                                                     |
| Violeta   | Ret - No terminó (Carrera)                                              |
| Rojo      | DNQ - No se clasificó                                                   |
| Negro     | DSQ - Descalificado                                                     |
| Blanco    | DNS - No empezó (carrera)                                               |
| Blanco    | WD - Retirado (fin de semana)                                           |
| Blanco    | C - Carrera cancelada                                                   |
| Sin color | DNP - Inscrito pero no participó                                        |
| Sin color | INJ - Lesionado                                                         |
| Sin color | EX - Excluido                                                           |
| Estado    | Resultado                                                               |
| Negrita   | Pole position                                                           |
| Cursiva   | Vuelta rápida                                                           |
| †         | Abandona, pero clasifica al completar el porcentaje requerido para ello |

### Debut en el gran premio de Moto 3.
Almansa realizó su debut en el mundial de motoGP en la categoría de Moto 3, el 6 de noviembre de 2022, al conseguir una tras recibir un 'wildcard' por parte de la organización, David Almansa debutó en el Campeonato del Mundo de Moto3, en el último Gran Premio de la temporada, que se celebró en el Circuit Ricardo Tormo (4-6 noviembre), siendo el último piloto menor de 18 años en correr esa carrera. Esto se produjo justo una semana después de la última prueba del Campeonato del Mundo FIM Finetwork JuniorGP 2022, este mismo trazado, quedando en la posición 25.

### Primera carrera oficial de Moto 3.
Almansa realizó su primera participación en el mundial de motoGP en la categoría de Moto 3, ya no como piloto invitado, si no como sustituto el 2 de abril de 2023.  Lo hizo en Gran Premio de la República Argentina, en el Autódromo Internacional de Termas de Río Hondo.
A pesar de salir en la posición 25, logró remontar muy rápidamente hasta posiciones de pódium durante toda la carrera, hasta que fue derribado en la última vuelta, cuando luchaba por el segundo puesto, terminando finalmente en la posición 17.

### Primera punto en el mundial de Moto 3.
Tras un arranque de temporada marcado por la lesión de su mano izquierda,  Almansa logró terminar la carrera el 28 de abril de 2024 en el circuito de Jerez en la posición número 15, logrando su primer punto de su carrera profesional en el mundial.

### Récord absoluto de su categoría en el Circuito de Termas de Río Hondo de Argentina.
El 14 de marzo de 2025, David Almansa realizó un tiempo de 1:46.981, con lo que batía el anterior récord del Circuito establecido en 1:48.429.